# آناستازیا زیورکالوا
آناستازیا زیورکالوا (اوکراینی: Анастасія Дмитрівна Зюркалова؛ زادهٔ ۲۳ اکتبر ۱۹۹۱) بازیگر اهل اوکراین است. وی از سال ۲۰۰۲ میلادی تاکنون مشغول فعالیت بوده‌است.